# Pigment Rot 170
Pigment Rot 170 ist eine chemische Verbindung aus der Gruppe der Azopigmente.

## Gewinnung und Darstellung
Pigment Rot 170 (3) wird industriell durch Diazotierung von p-Aminobenzamid (1) und anschließender Kupplung mit 3-Hydroxy-2-naphtolsäure-2-ethoxyanilid (2), einem Naphthol-AS-Derivat, synthetisiert. Im festen Zustand liegen diese Azopigmente in der Hydrazoform (4) vor (Azo-Hydrazo-Tautomerie).

## Eigenschaften
Pigment Rot 170 ist ein roter, geruchloser und in Wasser praktisch unlöslicher Feststoff. Die Verbindung tritt in zwei Kristallstrukturen auf, die sich in Farbstich und Transparenz unterscheiden. Die Phasen besitzen eine monokline Kristallstruktur mit der Raumgruppe P21/c (Raumgruppen-Nr. 14) oder Raumgruppe P21/n (Raumgruppen-Nr. 14, Stellung 2).

## Verwendung
Pigment Rot 170 wird als Pigment für Farben, Lacke und Kunststoffe (zum Beispiel PVC) verwendet. Die Verbindung wurde in den 1960er Jahren entwickelt.